# Inscripciones de Orjón

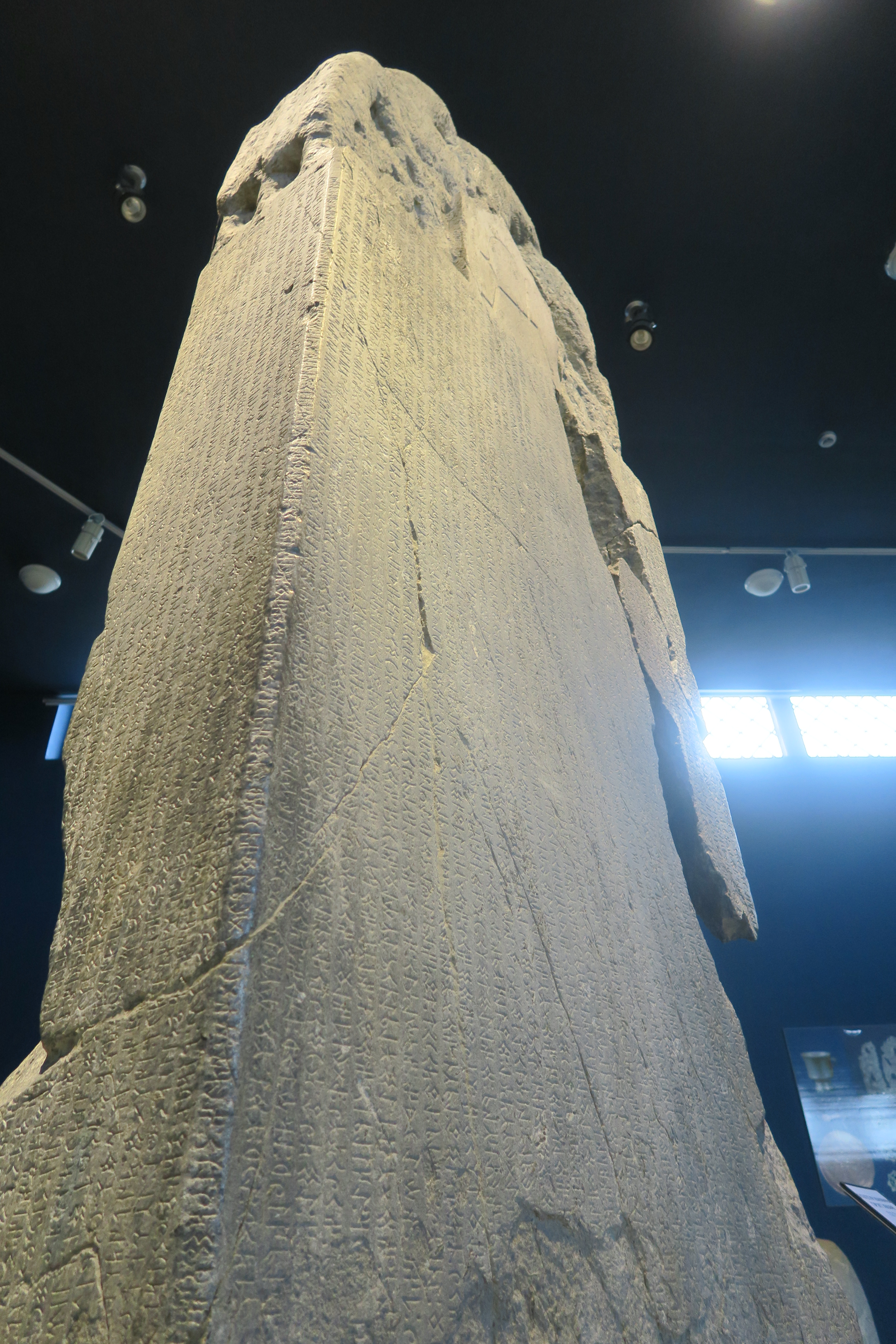
Kul tigin Monumento de las inscripciones de Orjón - Museo de Orkhon, Kharkhorin, Mongolia

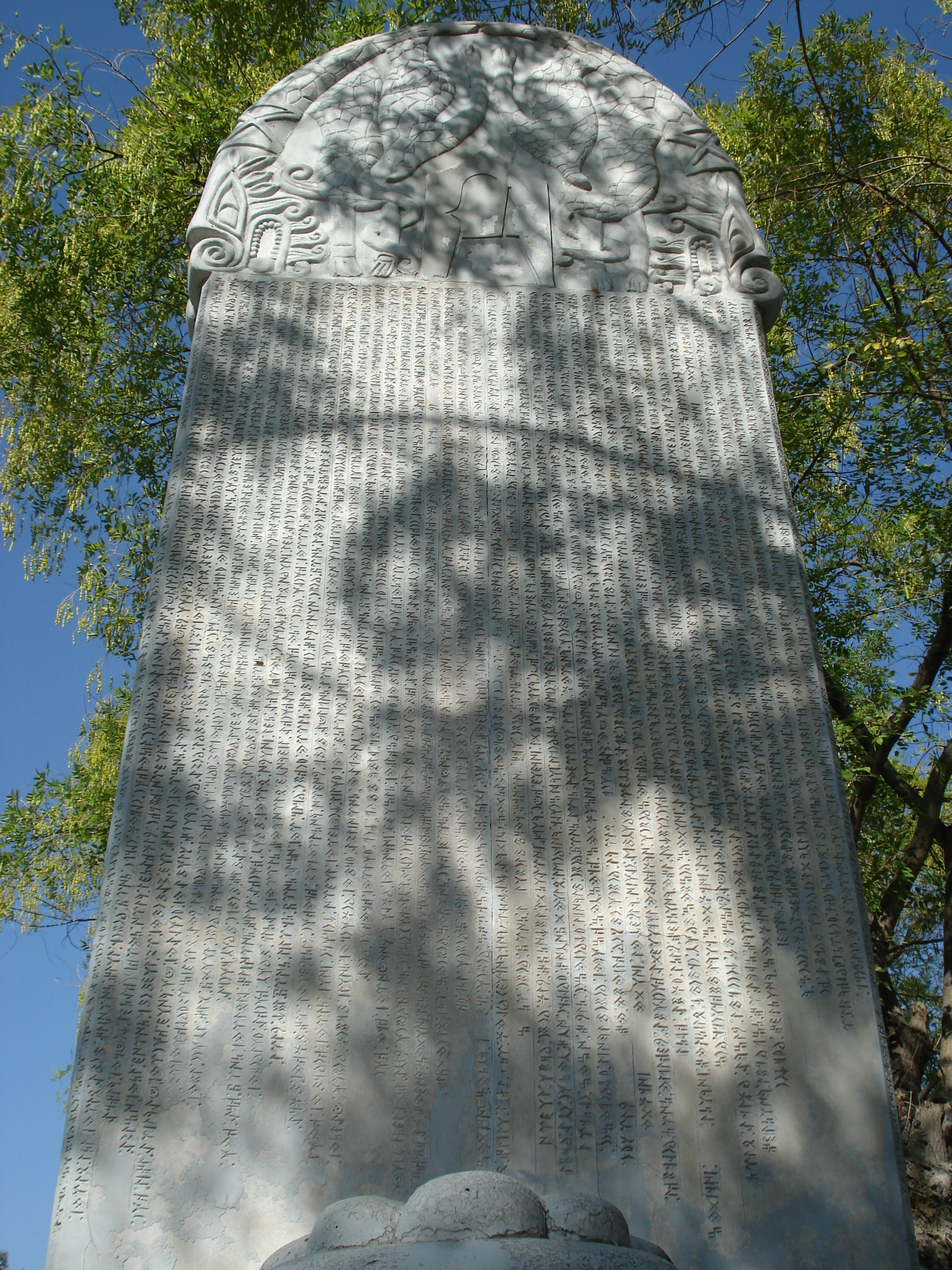
Réplica del complejo del memorial Bilge Khagan en la Universidad Gazi, Ankara.

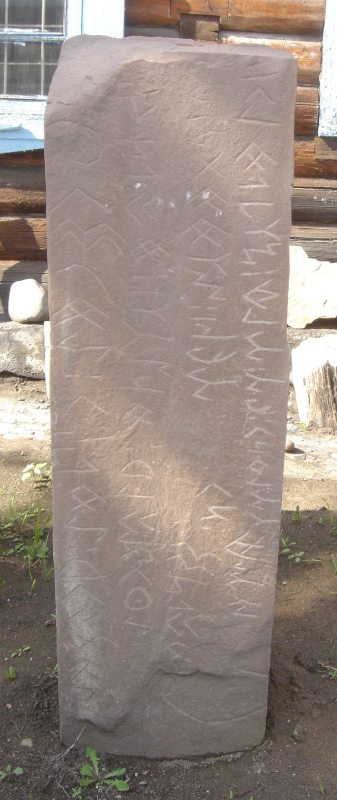
Inscripciones de Orjón en un monolito, Kyzyl

Las inscripciones de Orjón (u Orkhon), también llamadas runas túrquicas, son las más antiguas muestras conocidas de escritura en lenguas pertenecientes a la gran familia lingüística de las lenguas turcas, cuya área geográfica se extiende desde el occidente de China hasta los Balcanes, por lo que sus primeros escritos aparecen en el interior de Asia Central.
Fueron escritas en dos monolíticos erigidos en el Valle del Orjón (Mongolia) entre los años 732 y 735 en honor a dos príncipes túrquicos Köktürks llamados Kütigin y Bilge Kagan.
Las inscripciones fueron descubiertas y publicadas por rusos: Nikolái Yádrintsev las descubrió en el curso de una expedición al Valle del Orjón, actual Mongolia, en 1889 y las publicó Vasili Rádlov. Luego fueron descifradas por el filólogo danés Vilhelm Thomsen en 1893. La escritura es muy similar a la aparecida en monumentos de la época de Tu-jue (突厥, pinyin: tu2 jue2), en China durante la dinastía Tang.
Las inscripciones forman parte del sitio patrimonial denominado «Paisaje cultural del Valle del Orjón» declarado en 2004 Patrimonio de la Humanidad por la Unesco.